# 王元卿
王元卿，河南人，清朝政治人物。
康熙五十五年（1716年），接替于元徵任福建永安县知县。